# Supercopa Sudamericana 1991
Navigation
Édition précédente Édition suivante
La Supercopa Sudamericana 1991 voit le sacre du club brésilien de Cruzeiro qui bat les Argentins de River Plate en finale, lors de cette quatrième édition de la Supercopa Sudamericana, une compétition disputée par tous les anciens vainqueurs de la Copa Libertadores. Toutes les rencontres sont disputées en matchs aller et retour et la règle des buts marqués à l'extérieur n'est pas appliquée. 
Après le fiasco de l'édition précédente (aucun club brésilien en quart de finale), Cruzeiro redore le blason des clubs auriverde et devient le premier club à disputer deux finales de Supercopa Sudamericana (après celle perdue en 1988). À noter que pour la première fois dans l'histoire de la compétition, les demi-finales voient s'affronter des clubs de quatre pays différents, une situation qui ne se reproduit que lors de la dernière édition, en 1997. 
Une nouvelle fois, l'Atlético Nacional de Colombie manque à l'appel cette année, à la suite de l'interdiction par la CONMEBOL d'organiser des rencontres sur le territoire colombien après l'agression d'un arbitre par des hommes armés lors du quart de finale de Copa Libertadores 1990 entre l'Atlético Nacional et le club brésilien de Vasco da Gama. En revanche, un nouveau club est invité à prendre part à la compétition, il s'agit du club chilien de Colo Colo, vainqueur de la Copa Libertadores 1991.

## Équipes engagées
- Peñarol - Vainqueur en 1960, 1961, 1966, 1982 et 1987
- Santos FC - Vainqueur en 1962 et 1963
- CA Independiente - Vainqueur en 1964, 1965, 1972, 1973, 1974, 1975 et 1984
- Racing Club de Avellaneda - Vainqueur en 1967
- Estudiantes de La Plata - Vainqueur en 1968, 1969 et 1970
- Club Nacional de Football - Vainqueur en 1971, 1980 et 1988
- Cruzeiro EC - Vainqueur en 1976
- CA Boca Juniors - Vainqueur en 1977 et 1978
- Club Olimpia - Vainqueur en 1979 et 1990
- CR Flamengo - Vainqueur en 1981
- Grêmio Porto Alegre - Vainqueur en 1983
- Argentinos Juniors - Vainqueur en 1985
- CA River Plate - Vainqueur en 1986
- Atlético Nacional - Vainqueur en 1989 - Forfait
- Colo Colo - Vainqueur en 1991

## Premier tour
Le CA Independiente et Club Olimpia (tenant du titre) sont exempts lors de ce premier tour et accèdent directement aux quarts de finale. Deux clubs d'un même pays ne peuvent pas se rencontrer à ce stade de la compétition.
| Équipe 1           | Résultat      | Équipe 2                  | Aller | Retour |
| ------------------ | ------------- | ------------------------- | ----- | ------ |
| Argentinos Juniors | 1 - 2         | Santos FC                 | 1 - 2 | 0 - 0  |
| Boca Juniors       | 1 - 3         | Club Nacional de Football | 1 - 1 | 0 - 2  |
| Peñarol            | 3 - 2         | Racing Club de Avellaneda | 3 - 2 | 0 - 0  |
| CA River Plate     | 3 - 3 4-3 tab | Grêmio Porto Alegre       | 2 - 2 | 1 - 1  |
| CR Flamengo        | 3 - 1         | Estudiantes de La Plata   | 1 - 1 | 2 - 0  |
| Cruzeiro EC        | 0 - 0 4-3 tab | Colo Colo                 | 0 - 0 | 0 - 0  |

## Quarts de finale
| Équipe 1         | Résultat      | Équipe 2                  | Aller | Retour |
| ---------------- | ------------- | ------------------------- | ----- | ------ |
| Peñarol          | 3 - 2         | Santos FC                 | 3 - 2 | 0 - 0  |
| CA River Plate   | 2 - 2 4-3 tab | CR Flamengo               | 1 - 0 | 1 - 2  |
| Cruzeiro EC      | 4 - 3         | Club Nacional de Football | 4 - 0 | 0 - 3  |
| CA Independiente | 1 - 3         | Club Olimpia'T'           | 1 - 1 | 0 - 2  |

## Demi-finales
| Équipe 1       | Résultat      | Équipe 2      | Aller | Retour |
| -------------- | ------------- | ------------- | ----- | ------ |
| CA River Plate | 5 - 1         | Peñarol       | 2 - 0 | 3 - 1  |
| Cruzeiro EC    | 1 - 1 5-4 tab | Club OlimpiaT | 1 - 1 | 0 - 0  |

## Finale
- Matchs disputés les 13 et 20 novembre 1992.

| Équipe 1       | Résultat | Équipe 2    | Aller | Retour |
| -------------- | -------- | ----------- | ----- | ------ |
| CA River Plate | 2 - 3    | Cruzeiro EC | 2 - 0 | 0 - 3  |